# 岸たけし
岸 たけし（きし たけし、1970年〈昭和45年〉4月23日 - ）は、西日本放送(RNC)のアナウンサー。

## 来歴
京都府福知山市出身。立命館大学産業社会学部卒業後、1995年4月にRNC入社。 立命館大学クイズソサエティ（RUQS）OB。第45回NNSアナウンス大賞ラジオ部門大賞受賞。

## 現在の担当番組

### テレビ
- スポーツ中継

## 過去の担当番組

### テレビ
- RNCワイドニュースプラス1（メインキャスター）
- ズームイン!!朝!（香川・岡山担当キャスター）
- 日曜V!V!V!テレビ
- シアワセ気分!
- RNC news every. - メインキャスター
  - 全曜日担当（2012年3月12日 - 2019年3月29日）
  - 月 - 木曜担当（2019年4月1日 - 2022年3月31日）

### ラジオ
- 古今歌謡集
- Coke Teens Club
- RNC TEENS' MUSIC WAVE
- 土曜モーニングダイヤル
- さわやかラジオ きょうも一日きし、快晴!